# Velofahren in Winterthur

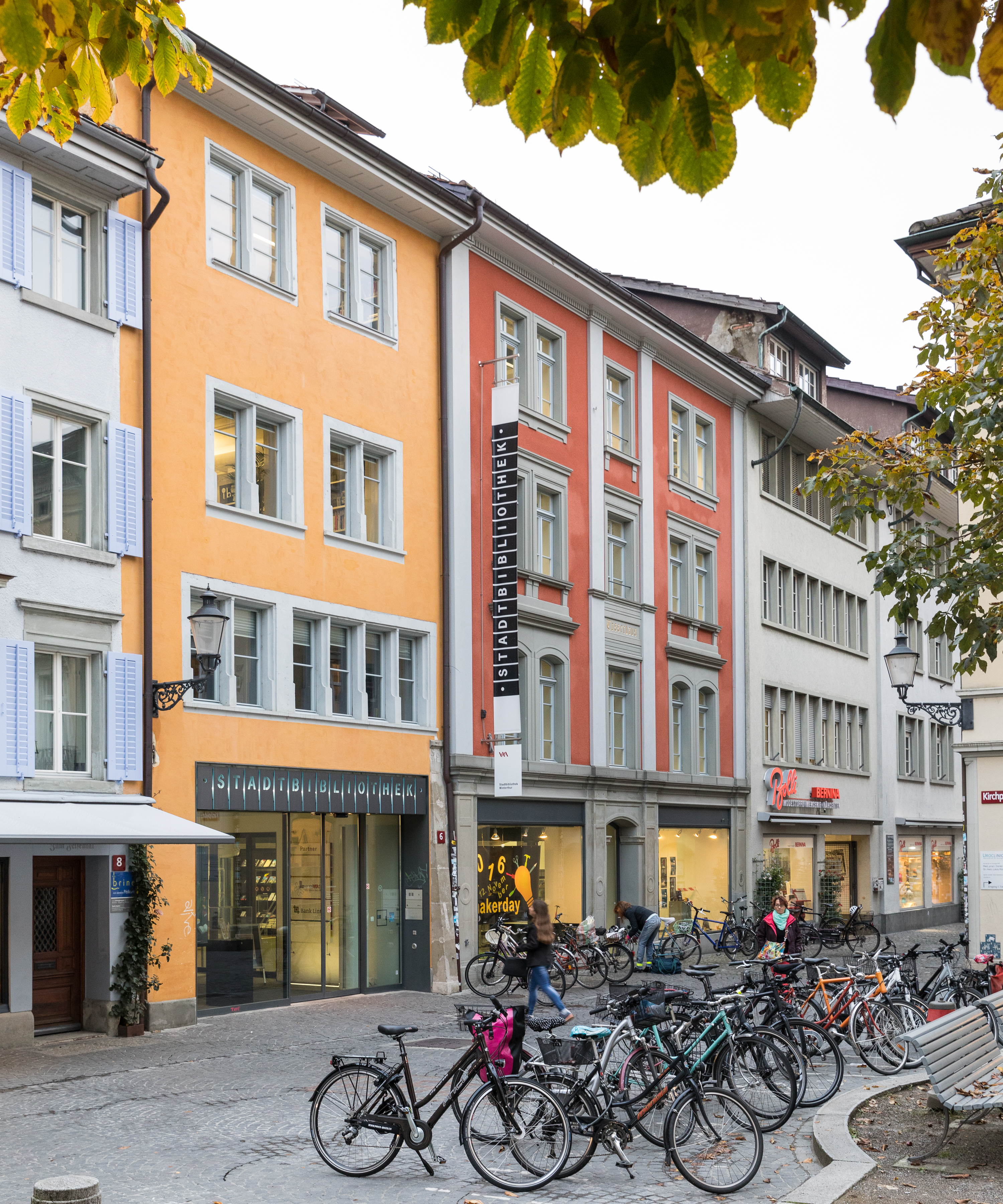
Abgestellte Velos vor Stadtbibliothek Winterthur

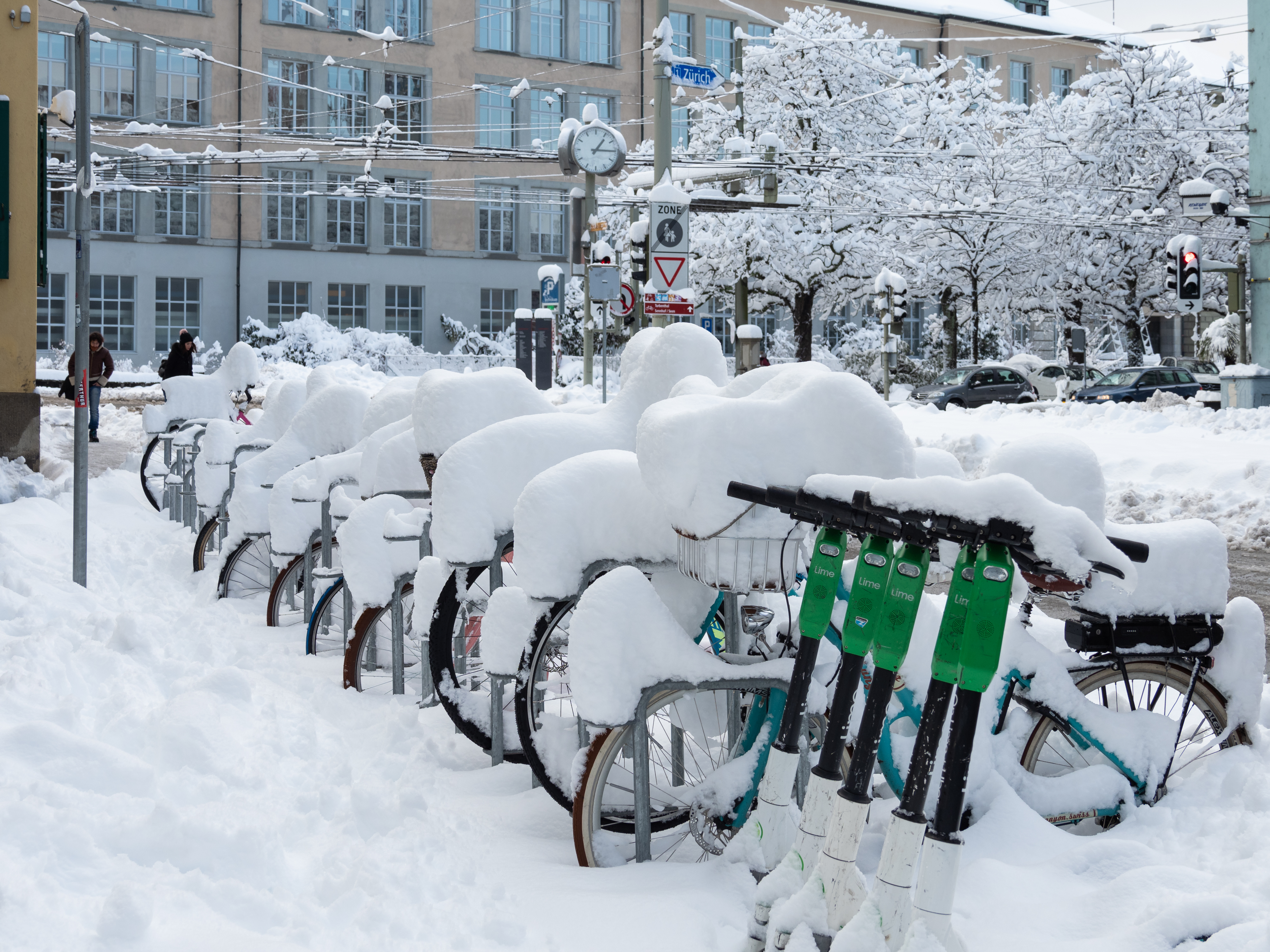
Fahrräder und E-Trottinetts am Holderplatz Winterthur (Januar 2021)

Velofahren in Winterthur ist eine wichtige Art der Fortbewegung innerhalb von Winterthur, der zweitgrössten Stadt des Kantons Zürich. Der Veloverkehr in Winterthur hatte 2021 einen Anteil von 16 % am Modalsplit, gemessen als Anteil der Wege als Hauptverkehrsmittel. Der Veloverkehr in Winterthur ist am Wachsen und wird gefördert. Winterthur gilt als velofreundlichste Schweizer Grossstadt, es wurde zwischen 2006 und 2022 jedes Mal mit dem ersten Rang der Kategorie Grossstädte im vierjährlichen Prix Velostädte von Pro Velo Schweiz ausgezeichnet.

## Förderung des Veloverkehrs
Die Veloförderung der Stadt Winterthur basiert auf einem kontinuierlichen Ausbau der Infrastruktur. So wurde zum Beispiel 2010 der Frohbergweg realisiert. Dabei handelt es sich um einen reinen Veloweg parallel zu und als Alternativweg zur Technikumstrasse. Der Wegabschnitt von 170 Metern Länge wurde mit Gesamtkosten von CHF 800'000.- umgesetzt. 2009 wurde der Bau in einer Volksabstimmung gutgeheissen. Im Abstimmungskampf kritisierte die SVP das Projekt als den «teuersten Radweg der Welt».
Im Jahr 2014 wurde durch den Stadtrat die Schaffung eines Netzes von Veloschnellrouten beschlossen. Dies war bereits 2012 beim Bund als Projekt im Rahmen des Agglomerationsprogramms eingegeben worden. Bei den geplanten Veloschnellrouten, auch Velobahnen genannt, handelt es sich um autofreie 2-Richtungstrassen mit einer Breite von 4,8 Metern für Velos. Diese sollen gegenüber kreuzenden Strassen wenn möglich vortrittsberechtigt geführt werden. Zu den Veloschnellrouten wurden diverse Studien und Mitwirkungsberichte verfasst, Stand 2020 sind 500 Meter der Trassen realisiert. «ProVelo Winterthur» kritisiert die langsamen Fortschritte im Netzausbau.
Durch einen Stadtratsbeschluss wurde 2019 eine Schwachstellenanalyse für den Fuss- und Veloverkehr gestartet. Bei dieser soll die Bevölkerung dem Tiefbauamt Problempunkte im Wegnetz, wie Netzlücken oder Gefahrenstellen melden. Dafür steht ein Onlinetool mit öffentlich einsehbarer Karte zur Verfügung. Interessenverbände wurden zur Mitwirkung einberufen.
Seit 2016 wird durch Winterthurer Velofachgeschäfte zum Saisonstart der «Velofrühling» durchgeführt. Dabei handelt es sich um einen dezentralen zweitägigen Anlass in den Fachgeschäften. Diese betreiben zudem eine Veloroute, welche die verschiedenen Standorte verbindet. Der «Velofrühling» wird mittlerweile in anderen Städten nachgeahmt.

## Veloverleihsysteme

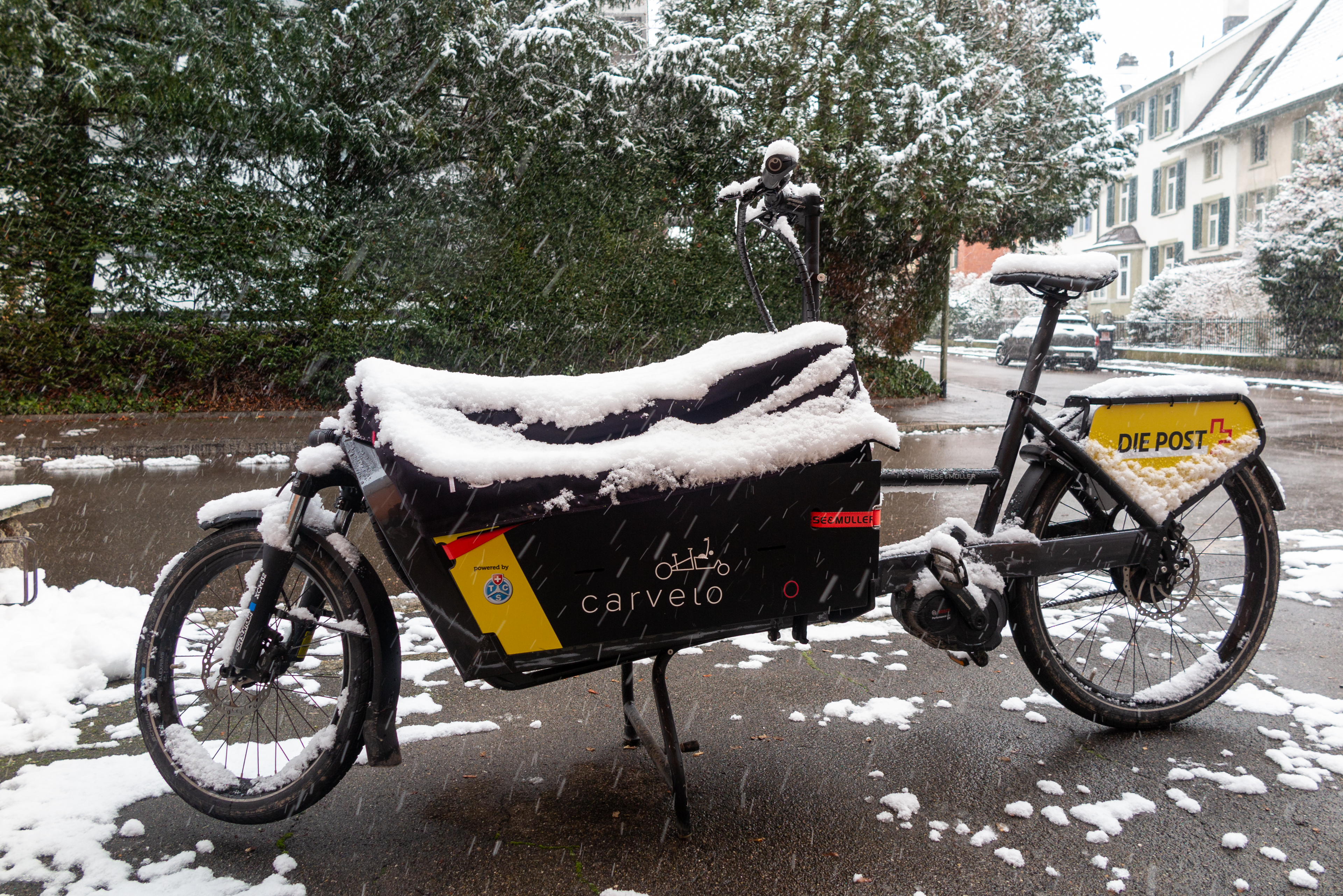
Cargobike von carvelo2go

2020 betreiben Bird Ride, VOI und Tier Mobility drei Verleihsysteme für E-Trottinetts mit je 133 Fahrzeugen. An sieben Standorten (Stand 2020) lassen sich zudem Cargovelos von carvelo2go mieten. Darüber hinaus verfügt Winterthur über kein Veloverleihsystem.
Die Standorte der Fahrzeuge werden in Echtzeit im Online-Kartendienst von Swisstopo veröffentlicht.

## Besondere Routen und Strecken

### Veloschnellrouten
In Winterthur sind gemäss städtischen Gesamtverkehrskonzept und Agglomerationsprogramm für Winterthur und Umgebung die Schaffung verschiedener Veloschnellrouten (wobei die Begrifflichkeit noch nicht etabliert ist, die Stadt selbst verwendet den Begriff Velobahn) vorgesehen. Diese Veloschnellrouten sollen das Stadtzentrum mit den einzelnen Stadtteilen und den umliegenden Gemeinden verbinden und somit den Anteil des Veloverkehrs am Modalsplit erhöhen und sollen auf den Alltagsverkehr ausgerichtet sein. Neben den Veloschnellrouten wurden weitere strassenbegleitende Hauptrouten definiert sowie ein City- und ein äusserer Ring zur Umfahrung der Altstadt festgelegt. Die Realisation dieses 25 Kilometer langen Veloschnellroutennetz soll bis 2030 erfolgen.
2014 hat der Stadtrat ein Velonetz aus fünf Routen beschlossen, ein im Juni 2020 erschienener Synthesebericht zu Veloschnellstrassen in Winterthur schlägt nun sechs vom Zentrum wegführende Veloschnellrouten vor, wobei die Veloroute 6, die im Unterschied zu den übrigen Velorouten direkt den Hauptstrassen folgt, neu vorgeschlagen wurde:
| Routennummer | Strecke                                                                            | Verlauf in Winterthur |
| ------------ | ---------------------------------------------------------------------------------- | --- |
| 1            | (Hauptbahnhof – )Lindbrücke – Stadtrain – Oberwinterthur – Technorama – Frauenfeld | Bahnmeisterweg, Hermann-Götz-Strasse, Oststrasse, Leimeneggstrasse, Hegistrasse, Frauenfelderstrasse, Bahnhof Oberwinterthur, Hegmattenstrasse, Technoramastrasse, Frauenfelderstrasse |
| 2            | Obertor – Stadtrain – Grüze – Industriepark – Hegi – Aadorf                        | Römerstrasse, Werkstrasse, Bahnhof Winterthur Grüze, neu zu bauende Veloroute entlang der Bahnstrecke Winterthur–St. Gallen, Bahnhof Hegi, Hofackerstrasse                             |
| 3            | Technikum – Seen                                                                   | Zeughausstrasse, Mattenbachstrasse, Talgutstrasse, Mattenbachweg, Heinrich-Bosshard-Strasse, Steinackerweg                                                                             |
| 4            | Sulzer-Areal – Auwiesen – Steigmühle – Effretikon                                  | Zur Kesselschmiede, Tössfeldstrasse, Dammstrasse, Freiestrasse, Rosenaustrasse, Auwiesenstrasse, Grünauweg, Zürcherstrasse                                                             |
| 5            | Neuwiesen – Wülflingen – Tössallmend – Embrach                                     | Rennweg, Wartstrasse, Wülflingerstrasse, Eulachstrasse, unbenannter Eulachuferweg, Eulachstersteg, Euelstrasse, Hardgutstrasse                                                         |
| 6            | Neuwiesen – Seuzach                                                                | Schaffhauserstrasse, Seuzacherstrasse |

Vom geplanten Veloschnellroutennetz wurden 500 Meter auf der Frauenfelderstrasse realisiert und im April 2023 wurde im Tössfeld ein Teilstück der dortigen Veloroute markiert.

### Radwanderrouten

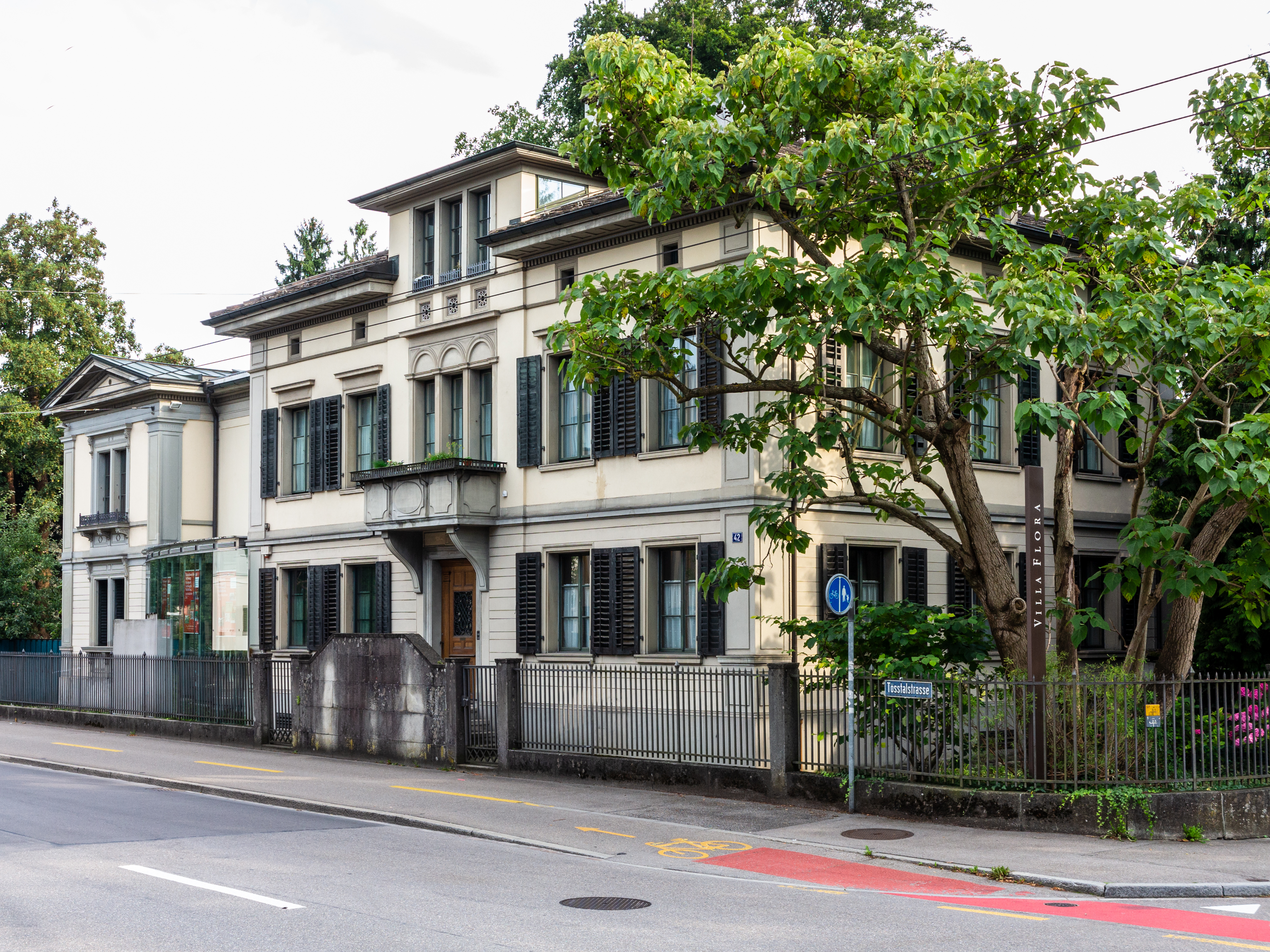
Villa Flora, Etappenziel des Industrie-Velowegs

Mehrere Radwanderrouten führen durch, starten oder enden in Winterthur. Dazu gehört auch die nationale Veloroute 5 von Veloland Schweiz, Mittelland-Route – die nationale Veloroute 5 des Netzes von Veloland Schweiz. Weitere regionale Velorouten umfassen die Velorouten 45 (Wyland–Downtown), 53 (Töss-Jona-Route) und 86 (Rheinfall–Zürcher Oberland). Die Veloroute 60 (Studenland-Töss-Römer-Route) umfährt Winterthur nördlich bis auf einen Abstecher nach Oberwinterthur.

#### Industrieveloweg
Der 20 km lange Industrieveloweg Winterthur führt mit 20 Stationen durch die Winterthurer Industriegeschichte und -kultur.
Sie trägt als lokale Veloroute die Nummer 205 und verläuft ausschliesslich auf Stadtgebiet. Der Rundkurs führt zu Zeitzeugen der ehemaligen Industriestadt. Zwischen dem westlichsten Punkt, wo sich die Spinnerei Hard befindet, und dem östlichsten Punkt, den Mühlen in Hegi, quert die Route zweimal das Stadtzentrum und führt zum Beispiel durch das Sulzer-Areal, zur Villa Flora und der Maschinenfabrik Rieter.

### Mountainbikerouten
Die regionale Mountainbikeroute 33 Hörnli Bike startet in Winterthur, sie gehört zum Routennetz von Mountainbikeland Schweiz von SchweizMobil.

### Bike-Tracks
Powerbike Winterthur betreibt im Dättnau eine BMX-Bahn sowie die Winti-Line, ein Track für Downhill und Mountainbike. Diese sind ausserhalb der Club-Trainingszeiten für die Öffentlichkeit zugänglich.

## Zahlen und Statistiken
Winterthur verfügt seit 2011 über eine automatische Zählstelle am Frohbergweg, dieser Radweg wurde bereits 2010 neu eröffnet. Die aktuellen Daten der Zählstelle können auf einer Website eingesehen werden. Seit der Einrichtung der Zählstelle kann eine stetig wachsende Zahl gemessener Velos notiert werden.

## Vereine, Initiativen, Anlässe
- «Pro Velo Winterthur», ehemals «IG Velo»[14]
- «Winterthurer Velofrühling», Anlass der Winterthurer Velogeschäfte zum Saisonstart[15]
- Powerbike Winterthur, lokaler BMX und Mountainbike-Club
- «Rahmespränger», lokaler Bike-Verein zur Förderung des Freeride, Downhill und Dirtjump
- RV Winterthur, lokaler Fahrrad- und Mountainbike
- RC Winterthur, lokaler Radballverein